# 彼得·毛雷尔

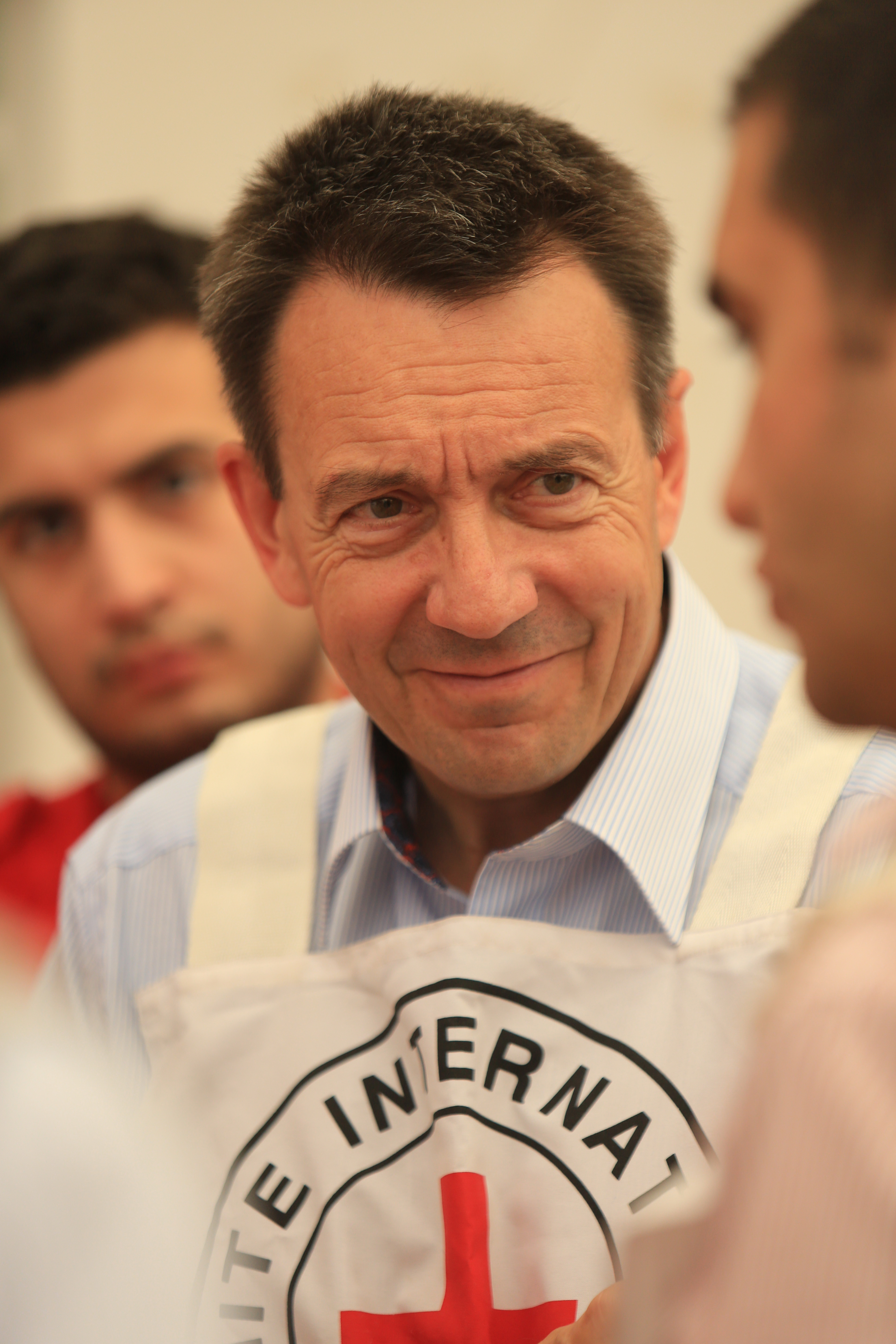
2012年9月，彼得·毛雷尔对叙利亚进行了为期三天的访问。

彼得·毛雷尔（德語：Peter Maurer；1956年—）是红十字国际委员会前主席，于2022年9月30日卸任。2015年1月3日，毛雷尔当选为世界经济论坛基金会董事会的新成员。他现任巴塞尔治理研究所所长。
彼得·毛雷尔生于瑞士图恩。他在伯尔尼学习历史和国际法并获得博士学位。1987年，他进入瑞士外交部工作，曾在伯尔尼和比勒陀利亚担任数职，后于1996年调至纽约，出任瑞士常驻联合国观察员代表团副团长。2000年，他被任命为大使，担任瑞士伯尔尼外交部总部人道安全处处长。
2004年，毛雷尔先生被任命为瑞士常驻联合国副代表。在任期间，他努力将新近加入联合国的瑞士融入到多边关系网络中。2009年6月，联合国大会选举毛雷尔先生为第五委员会主席，负责联合国行政与预算事务。此外，他还当选为联合国建设和平委员会布隆迪组合主席。2010年1月，毛雷尔先生担任瑞士外交部国务秘书，他担任这一职务直到2012年当选为红十字国际委员会主席。
毛雷尔已婚，有两个孩子。

## 荣誉
- 旭日大绶章（日本，2023年11月3日公布[2]）